# Ligia Bahia
Ligia Bahia (1º de junho de 1955) é uma médica sanitarista e pesquisadora brasileira. Concluiu sua graduação em Medicina, em 1980, na Faculdade Nacional de Medicina da Universidade Federal do Rio de Janeiro (UFRJ).

## Trajetória
Obteve os títulos de Mestre (1990), com a dissertação Reestratificação das Clientelas na Década de 1980: um estudo exploratório do caso Amil, orientada por Maria Cecília de Souza Minayo (1938), e Doutora (1999) em Saúde Pública, pela Escola Nacional de Saúde Pública Sérgio Arouca da Fundação Oswaldo Cruz, com a tese  Padrões e Mudanças das Relações Público-Privado: Os Planos e Seguros Saúde no Brasil, orientada por  Maria Lucia Werneck Vianna (1943-2024). Desde 1989, é professora da UFRJ e também integra o corpo docente do Instituto de Estudos em Saúde Coletiva (IESC) da mesma Universidade.
Tem se dedicado ao estudo das relações entre o setor público e o setor privado no sistema de saúde brasileiro. Foi diretora do Centro Brasileiro de Estudos de Saúde (Cebes) e, no período de 2009 a 2015, foi vice-presidente da Associação Brasileira de Saúde Coletiva (Abrasco).
Além de suas atividades acadêmicas, o que inclui a publicação de artigos, livros, participação em eventos científicos e orientação de inúmeras dissertações e teses, ela também manteve, por alguns anos, uma coluna no jornal O Globo. Nas útimas décadas, tem tido uma ativa participação no debate público, sobretudo nos canais de mídia eletrônica, acerca de questões relacionadas à Saúde Coletiva, incluindo direito à saúde, planejamento e políticas de saúde coletiva, reforma sanitária, sistemas de proteção social e saúde, notadamente o SUS, e regulamentação do mercado dos seguros de saúde, entre outros temas correlatos.
Na juventude, atuou na resistência estudantil à Ditadura Militar, tendo sido dirigente do Movimento Revolucionário Oito de Outubro (MR-8) e militante do Partido Comunista Brasileiro. Foi uma das delegadas da histórica 8ª Conferência Nacional de Saúde (1986), evento que marcou a criação do Sistema Único de Saúde (SUS).
Em 2010, recebeu o título de cidadã honorária concedido pela Câmara Municipal do Rio de Janeiro. É trineta do ator e músico Xisto Bahia.
Várias entidades científicas e de saúde, como a Fundação Oswaldo Cruz, Sociedade Brasileira para o Progresso da Ciência, Conselho Nacional de Saúde e Associação Brasileira de Saúde Coletiva, manifestaram apoio à Ligia Bahia, e demais profissionais de saúde, pelas críticas frente as posturas negligentes do Conselho Federal de Medicina sobre a pandemia de COVID-19 no Brasil.

## Ideias

### Sobre o SUS
- "Cobertura universal é um termo inventado pelo Banco Mundial. Ele estabelece o seguinte: países ricos, como Reino Unido, França, Alemanha, Dinamarca, Suécia, Nova Zelândia, Austrália, Japão, são países que têm um sistema universal de saúde. E ninguém contesta. Ninguém vai lá dizer que não pode ser assim. E todos, do desempregado ao presidente, todos usam a mesma estrutura e os mesmos serviços de saúde. Porém, nos países que o Banco Mundial considera de renda média e média baixa, como é o nosso Brasil, não é aceitável ter sistema universal. É proibido! Então, o SUS é proibido no Brasil. Só podemos ter "cobertura universal". 
Sistema universal é direito de cidadania. É o SUS, conforme nós [sanitaristas] aprovamos na Constituição de 1988.  
Já a cobertura universal é outra coisa. Para o Banco Mundial, o Brasil já tem cobertura universal. Tem o SUS e tem planos privados. Juntando os dois, dá uma cobertura universal. Ou seja, já está bom.
 O Brasil tem 27 ou 28% da população com plano de saúde, e o resto tem o SUS. Então, quem pode pagar plano privado paga, e quem não pode vai para o SUS. Ou seja, a cobertura universal reitera esta segmentação. O problema é que não foi isso que nós propusemos na Constituição. Na Lei do SUS, propusemos um sistema para todos, em igualdade, como é o sistema inglês.  
O Boris Johnson, Primeiro-ministro conservador do Reino Unido, que era negacionista e se manifestava contra qualquer medida de isolamento social, ao pegar Covid foi atendido no SUS inglês. E saiu dizendo que o SUS inglês era uma maravilha. Isso é muito diferente da nossa situação..."[13]

### Sobre carga tributária e gastos sociais
- "Na Noruega, a carga tributária é da ordem de 50%. No Brasil está em torno de 30 ou 35%. Houve um aumento significativo no governo Fernando Henrique Cardoso. Mas o interessante é que esse aumento na carga tributária não se refletiu em melhoria nos serviços de Saúde, nem de Educação ou de Ciência e Tecnologia. Os recursos foram usados para fazer superavit primário. Para fazer uma política fiscal anti-direitos sociais. Aumentou a carga tributária, aumentaram os impostos, mas ninguém viu para onde foi esse dinheiro".
E um problema muito particular nosso é que ninguém reclama. Experimenta dizer para um francês que a Saúde não será mais um direito universal. Experimenta, para ver o que acontece."[13]

### Sobre a ANS
- "A ANS é uma vergonha da pátria... Agência reguladora é para entes que eram públicos e foram privatizados, o que não é o caso das empresas de saúde – elas sempre foram privadas. Achamos que a regulação do mercado deveria ser realizada pelo Ministério da Saúde. A ANS é um mega-órgão público que funciona como a empresa das empresas, porque atua para beneficiá-las. Isso é o oposto do que deveria ser, pois o mercado deveria ser regulamentado para favorecer a saúde [da população], não para prejudicá-la."[14]

### Sobre empresas de seguro-saúde
- Além dos benefícios de natureza fiscal, de impostos que não são pagos e de alíquotas diminuídas, elas têm refinanciamento ou anistia de dívidas. Existe outra coisa que é muito interessante, que é transformar dívida, inclusive do ressarcimento ao SUS, em ativos. A empresa vende a dívida para um banco, por exemplo, e passa a ser uma coisa boa dever. Existem, ainda, linhas de créditos especiais oferecidas por bancos oficiais como BNDES, Caixa, Banco do Brasil e Banco Mundial. E têm também um prestígio político imenso. Quem chega primeiro para conversar com os candidatos à presidência são essas pessoas, não nós."[14]

## Publicações

### Livros
- Luiz, R. R.; Moreira, J. P. L.; Bahia, L. A Gravidade da Pandemia no Brasil - Da gripezinha à "gripe-zona". São Paulo: Editora dos Editores, 2024.
- Sestelo, J. A. F. (Org.); Bahia, L. (Org.); Levcovitz, E. (Org.). Crise Global e Sistemas de Saúde na América Latina. Salvador: EDUFBA, 2022.
- Costa, L. S. (Org.); Bahia, L. (Org.); Gadelha, C. A. G. (Org.). Saúde, Desenvolvimento e Inovação, 2 v.. Rio de Janeiro: Cepesc, 2015.
- Bahia, L.; Scheffer, M. Planos e Seguros de Saúde: o que todos devem saber sobre a assistência médica suplementar no Brasil. São Paulo: UNESP, 2010.
- Bahia, L.; Scheffer, M., Representação política e interesses particulares na saúde - A participação de empresas de planos de saúde no financiamento de campanhas eleitorais em 2014. Relatório de Pesquisa, 25 de fevereiro de 2015. Cebes - Centro Brasileiro de Estudos de Saúde.

### Seleção de artigos e entrevistas
- Bahia, Ligia; Scheffer, Mario; Dal Poz, Mario; Travassos, Claudia. Planos privados de saúde com coberturas restritas: atualização da agenda privatizante no contexto de crise política e econômica no Brasil. Espaço Temático - Austeridade fiscal, direitos e saúde. Cadernos de Saúde Pública 32 (12), 2016, doi:10.1590/0102-311X00184516
- Bahia, Ligia. Trinta anos de Sistema Único de Saúde (SUS): uma transição necessária, mas insuficiente. Debate: Cadernos de Saúde Pública 34 (7), 2018, doi:10.1590/0102-311X00067218
- Cueto, Marcos; Benchimol, Jaime; Teixeira, Luiz Antonio; Cerqueira, Roberta C (2014). «Pensar o Sistema Único de Saúde do século XXI: entrevista com Lígia Bahia». História, ciência, saúde - Manguinhos. 21 (1): 93–110. doi:10.1590/S0104-59702014000100005
- Felizardo, Nayara. Entrevista: 80% dos clientes de planos de saúde terão que recorrer ao SUS, diz pesquisadora Ligia Bahia. The Intercept Brasil, 4 de maio de 2022.
- Both, Valdevir; Peruzzo, Nara; Kujawa, Henrique. Entrevista com Ligia Bahia: direito humano à saúde e política pública de saúde. Entrevista de Ligia Bahia. In Relatório do direito humano à saúde no Brasil 2020. Centro de Educação e Assessoramento Popular. Passo Fundo : EAB Editora, 2021. Série Relatório do Direito Humano à Saúde no Brasil, ISBN 978-65-88324-01-1 v. 3. 2 de março de 2021,  p.39.